# Шурине
Шу́рине — село в Україні, у Веснянській сільській громаді Миколаївського району Миколаївської області. Населення становить 475 осіб.

## Постаті
- Папуши Руслан Савович (1977—2019) — сержант Збройних сил України, учасник російсько-української війни[1].